# Phaeochrous behrensii
Phaeochrous behrensii är en skalbaggsart som beskrevs av Horn 1867. Phaeochrous behrensii ingår i släktet Phaeochrous och familjen Hybosoridae. Inga underarter finns listade i Catalogue of Life.